# Автобан A103 (Німеччина)
Федеральна траса А103 (нім. Bundesautobahn 103) – німецький автобан що з’єднує Берлінську кільцеву дорогу (А 100) від розв'язки Schöneberg до Steglitzer Kreisel і є суто міською автомагістраллю.
А103 займає всю довжину федеральної траси 1, яка до початку 1970-х років проходила паралельно історичній вулиці головної вулиці – Рейнштрассе – Шлосштрассе вела. Щоб звільнити райони Фріденау та Штегліц від великовантажного руху, його змінили на A103 поворотний.

## Планування
А103 був частиною планів західної дотичної . Відповідно до Плану землекористування (FNP) 1965 року для Західного Берліна, створені північна, південна, східна та західна дотичні повинні торкатися історичного центру Берліна, що можна інтерпретувати як географічну кругову фігуру. У цьому випадку A103 був би побудований далі на північ за переходом автобану на перехресті Заксендамм. Запланований маршрут проходив би автомагістраллю через тунель Tiergarten Spreebogen (TTS) або розвантажувальну дорогу до розв’язки автомагістралі Lehrter Stadtbahnhof, де сполучення з A107 має бути виготовлено. Трохи північніше на перехресті Amrumer Straße буде A103 в А105 пройдено. Там також буде посилання на A100 створено. На станції метро Amrumer Straße проводяться попередні будівельні роботи. На значній частині станції, наприклад, стеля нижча, тому що над нею готували автомагістральний тунель. На Темпельгофер Уфер була розвязка із запланованим раніше А106.
У 1974 році «громадянська ініціатива Westtangente», яка все ще активно займається міським плануванням, була сформована після того, як планувальники дорожнього руху, після сильних протестів громадян Кройцберга та Нойкельна, вирішили відмовитися від пріоритетної реалізації A106. У 1990-х роках тодішній Берлінський сенат нарешті скасував план, і вже побудовані ділянки внутрішньоміської автомагістралі було перетворено на суто під’їзні дороги, включаючи відповідний кінець A105 для підключення до A111 у напрямку до Гамбурга, який спочатку був призначений для формування північної частини західної дотичної.

## Особливості

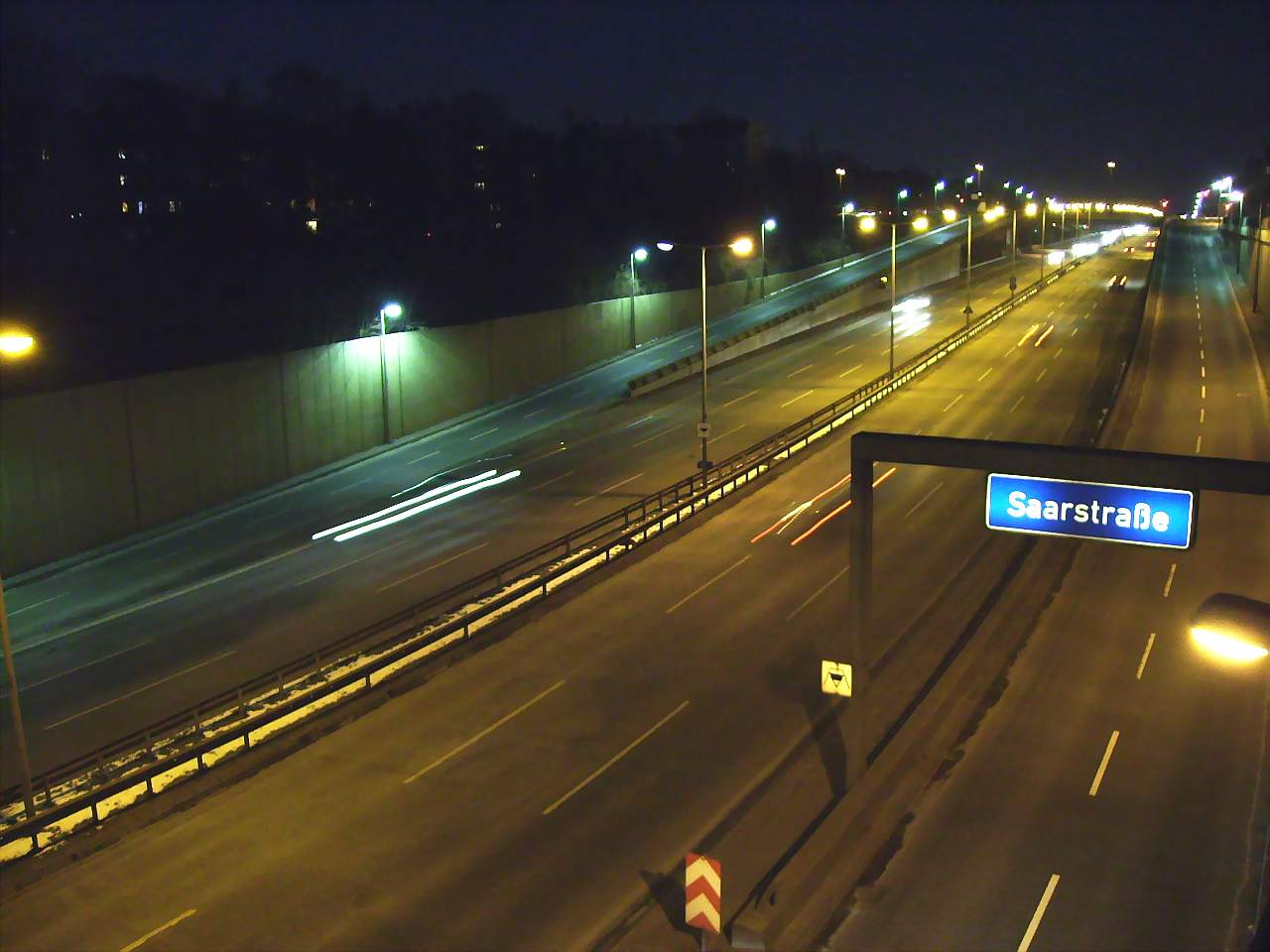
Частина а 103 біля виїзду на Саарштрассе

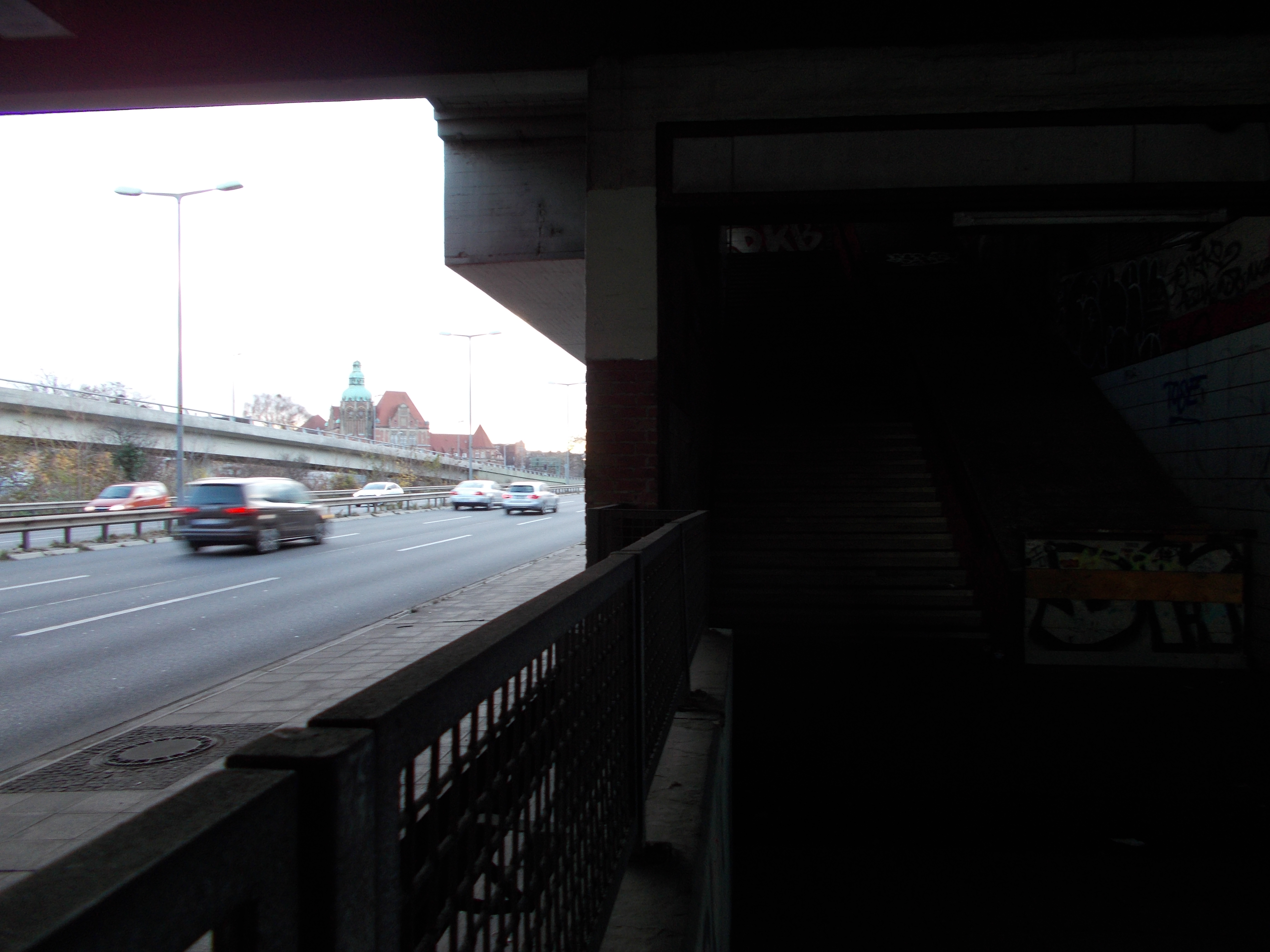
Колишня зупинка Файландштрассе зі сходами

З відкриттям А103, на краю автобану та на міській кільцевій дорозі було побудовано кілька виступів для автобусних зупинок BVG, щоб конкурувати з роботою автобусної лінії 84 Wannseebahn (маршрут S-Bahn ), який обслуговує Deutsche Reichsbahn на час. Зупинки були в таких точках:
- AS Saarstrasse,
- AS Filandastraße та на
- Альбрехтштрассе (ратуша Штегліца).

## Дивіться також
- Список федеральних автострад Німеччини| - п - о - р Мережа автобанів Німеччини | - п - о - р Мережа автобанів Німеччини                                                                                                                                                                                                                                                                                                                                                                                |
| -------------------------------------- | --- |
| Головні магістралі                     | - A1 - A2 - A3 - A4 - A5 - A6 - A7 - A8 - A9 |
| Регіональні автобани                   | - A10 - A11 - A12 - A13 - A14 - A15 - A17 - A19 - A20 - A21 - A23 - A24 - A25 - A26 - A27 - A28 - A29 - A30 - A31 - A33 - A36 - A37 - A38 - A39 - A40 - A42 - A43 - A44 - A45 - A46 - A48 - A49 - A52 - A57 - A59 - A60 - A61 - A62 - A63 - A64 - A65 - A66 - A67 - A70 - A71 - A72 - A73 - A81 - A92 - A93 - A94 - A95 - A96 - A98 - A99                                                                             |
| Місцеві автобани                       | - A100 - A103 - A111 - A113 - A114 - A115 - A117 - A143 - A210 - A215 - A226 - A252 - A253 - A255 - A261 - A270 - A280 - A281 - A293 - A352 - A369 - A391 - A392 - A445 - A448 - A480 - A485 - A516 - A524 - A535 - A540 - A542 - A544 - A553 - A555 - A559 - A560 - A562 - A565 - A571 - A573 - A602 - A620 - A623 - A643 - A648 - A650 - A656 - A659 - A661 - A671 - A672 - A831 - A861 - A864 - A952 - A980 - A995 |
| Див. також                             | - Reichsautobahn (історія) - Автобанполіс |
| - *примітка                            | |